# Gretchen the Greenhorn

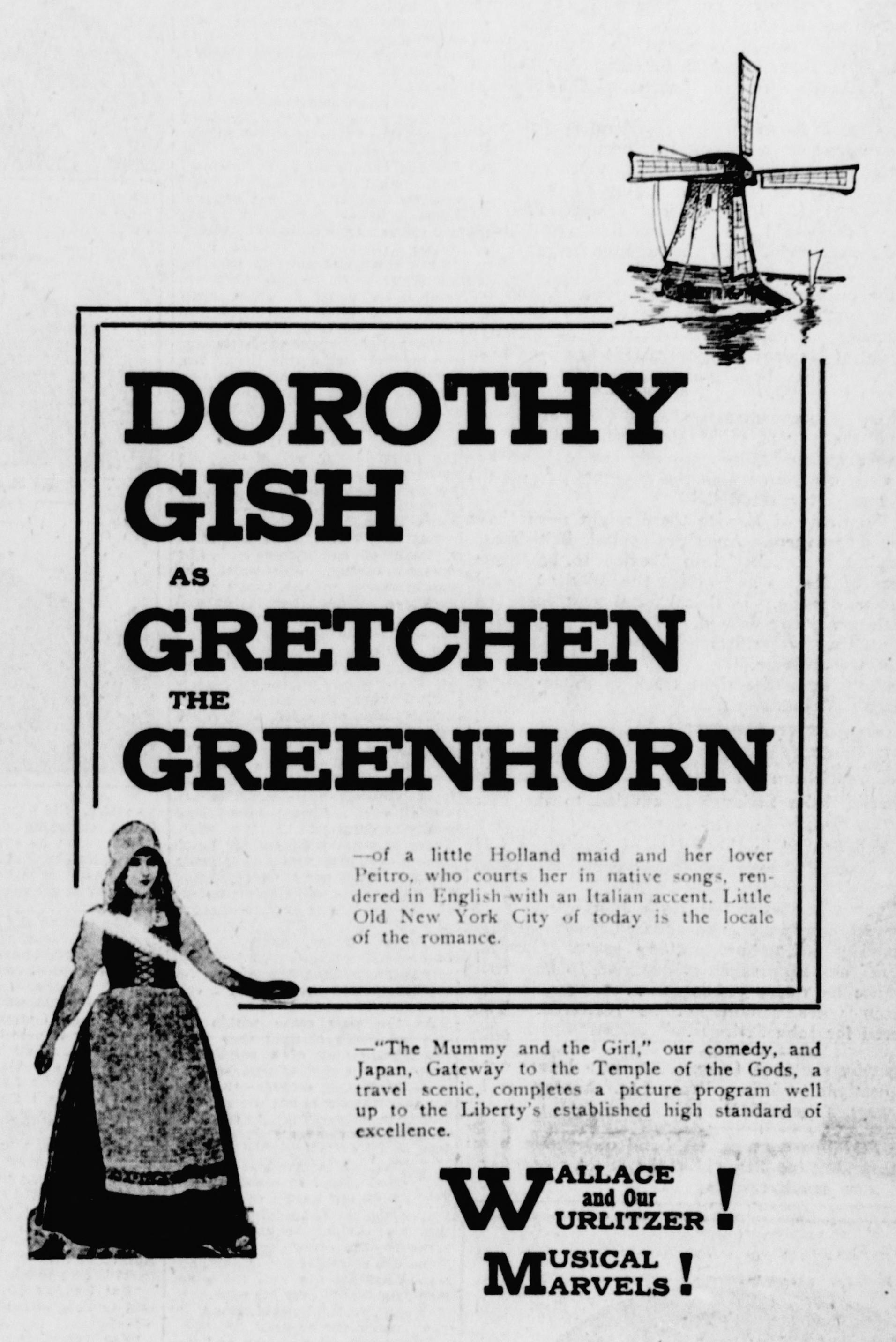
Annonce pour le film dans le Seattle Star.

Gretchen the Greenhorn est un film américain réalisé par Chester et Sidney A. Franklin, sorti en 1916.

## Fiche technique
- Réalisation : Chester M. Franklin, Sidney A. Franklin
- Scénario : Bernard McConville
- Production : Fine Arts Film Company[1], Reliance-Majestic Motion Picture Corporation[2]
- Genre : Mélodrame[3]
- Distributeur : Triangle Film Corporation
- Durée : 58 minutes (5 bobines)
- Date de sortie : 3 septembre 1916

## Distribution
- Dorothy Gish : Gretchen Van Houck
- Ralph Lewis : Jan Van Houck
- Eugene Pallette : Rodgers
- Elmo Lincoln : Captaine
- Frank Bennett : Pietro
- Georgie Stone : Little Nicky Garrity
- Kate Bruce : Widow Garrity

## Statut du film
La seule copie complète du film a été donnée au Hollywood Studio Museum in 1991. Elle a été restaurée et présentée au festival du film de l'UCLA 1993 et est conservée au Museum of Modern Art ainsi qu'aux archives de l'UCLA Film and Television.